# Littledean Camp
Littledean Camp ist eine Burgruine bei der Kleinstadt Lydney in der englischen Grafschaft Gloucestershire. Die Burg war für ihre einzigartige frühnormannische Konstruktion bekannt.
Früher dachte man, die Burg stamme aus der Römerzeit, aber archäologische Untersuchungen im 20. Jahrhundert haben gezeigt, dass die Burg im 11. Jahrhundert nach der normannischen Eroberung Englands 1066 errichtet wurde. Die Burg stand auf einer Erhebung über dem Severn-Tal und der Siedlung Littledean. Neben ihrer Aufgabe, die Dörfer im Umkreis zu schützen diente die Burg vermutlich zusammen mit denen in Glasshouse Woods und Howle Hill Camp als Schutzschirm für die Stadt Gloucester gegen militärische Angriffe von Wales aus.
Die Burg selbst war kreisrund und relativ klein, etwa 20 Meter im Durchmesser. Sie besaß einen inneren und einen äußeren Burghof, letzterer geschützt durch ein sehr hohes Vallum. Von diesem äußeren Vallum sind heute noch vier Meter hohe Erdwerke erhalten; ursprünglich muss das Vallum fünf Meter hoch gewesen sein. Einmalig für eine Burg aus dieser Zeit war die Integration des Moundes in das äußere Vallum anstatt einer Position in der Mitte der Burg. Das Gebäude auf dem Mound war vermutlich eine Kombination aus Ausguck und Donjon. Der ursprüngliche Eingang zur Burg war auf der Südseite.
Littledean Camp wurde nicht lange genutzt. Zur Zeit der Anarchie Mitte des 12. Jahrhunderts war die Burg schon etliche Jahre aufgegeben; man nannte sie „Old Castle of Dean“.